# Stenodryas cylindricollis
Stenodryas cylindricollis är en skalbaggsart som beskrevs av J. Linsley Gressitt 1951. Stenodryas cylindricollis ingår i släktet Stenodryas och familjen långhorningar. Inga underarter finns listade i Catalogue of Life.